# Andrzej Pietrzak
Andrzej Pietrzak  (ur. 20 maja 1958 w Pogorzeli w województwie opolskim) – polski duchowny katolicki, werbista, doktor habilitowany nauk teologicznych, wykładowca Katolickiego Uniwersytetu Lubelskiego Jana Pawła II.

## Życiorys
W Pogorzeli ukończył w 1973 szkołę podstawową. W 1977 liceum ogólnokształcące w Obornikach Wielkopolskich i w tym samym roku wstąpił do zakonu werbistów. Przygotowanie do kapłaństwa otrzymał w Pieniężnie (1978–1980) i w brazylijskim São Paulo (1980–1985). W 1985 przyjął w Brazylii święcenia kapłańskie. W latach 1990–1992 odbył studia uzupełniające w Katolickim Uniwersytecie Lubelskim. Tam w 1991 uzyskał tytuł magistra (1991) i licencjata (1992). Studiował też w uczelniach katolickich w Rzymie. W 1992 został wykładowcą w Misyjnym Seminarium Duchownym Księży Werbistów w Pieniężnie. W 2001 obronił pracę doktorską pt. Opcja na rzecz ubogich znakiem wiarygodności Kościoła w świetle Dokumentów końcowych Konferencji Ogólnych Episkopatu Latynoamerykańskiego w Rio de Janereio, Medellin, Puebla i Santo Doming przygotowaną pod kierunkiem ks. prof. Mariana Ruseckiego. Od 2005 jest wykładowcą KUL. W 2014 został w KUL doktorem habilitowanym.